# Classique hivernale de la LNH 2016
Match précédent Match suivant
L’édition 2016 est la huitième édition de la Classique hivernale de la LNH, en anglais : 2016 NHL Winter Classic, une partie annuelle de hockey sur glace disputée à l’extérieur en Amérique du Nord. La partie oppose les Canadiens de Montréal et les Bruins de Boston. le 1er janvier 2016, avec la victoire de Montréal sur le score de 5-1.

## Effectifs
| No | Joueur              | Position      |
| -- | ------------------- | ------------- |
| 11 | Brendan Gallagher   | Ailier droit  |
| 14 | Tomáš Plekanec      | Centre        |
| 15 | Tomáš Fleischmann   | Ailier gauche |
| 17 | Torrey Mitchell     | Centre        |
| 22 | Dale Weise          | Ailier droit  |
| 26 | Jeff Petry          | Défenseur     |
| 27 | Alex Galchenyuk     | Centre        |
| 28 | Nathan Beaulieu     | Défenseur     |
| 32 | Brian Flynn         | Centre        |
| 39 | Mike Condon         | Gardien       |
| 40 | Ben Scrivens        | Gardien       |
| 41 | Paul Byron          | Ailier gauche |
| 43 | Daniel Carr         | Ailier gauche |
| 45 | Mark Barberio       | Défenseur     |
| 51 | David Desharnais    | Centre        |
| 67 | Max Pacioretty      | Ailier gauche |
| 74 | Alekseï Iemeline    | Défenseur     |
| 76 | Pernell Karl Subban | Défenseur     |
| 79 | Andreï Markov       | Défenseur     |
| 81 | Lars Eller          | Centre        |

| No | Joueur                  | Position      |
| -- | ----------------------- | ------------- |
| 11 | Jimmy Hayes             | Ailier droit  |
| 14 | Brett Connolly          | Ailier droit  |
| 21 | Loui Eriksson           | Ailier gauche |
| 25 | Maxime Talbot           | Centre        |
| 29 | Landon Ferraro          | Centre        |
| 33 | Zdeno Chára             | Défenseur     |
| 36 | Zac Rinaldo             | Centre        |
| 37 | Patrice Bergeron        | Centre        |
| 39 | Matt Beleskey           | Ailier gauche |
| 40 | Tuukka Rask             | Gardien       |
| 44 | Dennis Seidenberg       | Défenseur     |
| 45 | Joseph Morrow           | Défenseur     |
| 47 | Torey Krug              | Défenseur     |
| 50 | Jonas Gustavsson        | Gardien       |
| 51 | Ryan Spooner            | Centre        |
| 53 | Seth Griffith           | Centre        |
| 54 | Adam McQuaid            | Défenseur     |
| 72 | Frank Vatrano           | Centre        |
| 76 | Aleksandr Khokhlatchiov | Centre        |
| 86 | Kevan Miller            | Défenseur     |

## Feuille de match
| 1er janvier 2016 | Boston | 1-5 (0-1, 0-2, 1-2) | Montréal | Gillette Stadium 67 246 spectateurs |

| Feuille de match | Feuille de match                          | Feuille de match        | Feuille de match | Feuille de match                                                      |
| ---------------- | ----------------------------------------- | ----------------------- | --- | --------------------------------------------------------------------- |
|                  | Beleskey (Mcquaid, Spooner) — 43 min 56 s | 0-1 0-2 0-3 1-3 1-4 1-5 | Desharnais (Weise, Iemeline) — 1 min 14 s Byron (Brian Flynn, Barberio) — 22 min Gallagher (Pacioretty, Plekanec) — 37 min 20 s Pacioretty (Gallagher, Plekanec) — 48 min 49 s Byron (Subban, Beaulieu) — 58 min 28 s | Arbitrage : Wes McCauley, Kevin Pollock Steve Barton, David Brisebois |
| Rask             | Gardiens                                  | Condon                  | | Arbitrage : Wes McCauley, Kevin Pollock Steve Barton, David Brisebois |
| 16 min           | Pénalités                                 | 14 min                  | | Arbitrage : Wes McCauley, Kevin Pollock Steve Barton, David Brisebois |
| 28               | Tirs                                      | 30                      | | Arbitrage : Wes McCauley, Kevin Pollock Steve Barton, David Brisebois |

## Match des anciens
Avant le match de la LNH, un match entre anciens joueurs des Bruins et des Canadiens est organisé avec les joueurs suivants : 
| Joueurs     | PJ Axelsson, Bob Beers, Raymond Bourque, Rob DiMaio, Tom Fergus, Hal Gill, Steve Heinze, Al Iafrate, Brian Leetch, Réjean Lemelin, Ken Linseman, Rick Middleton, Jay Miller, Cam Neely, Terry O'Reilly, Andrew Raycroft, Mark Recchi, Sergueï Samsonov, Marco Sturm, Bob Sweeney, Don Sweeney, Tim Sweeney et Glen Wesley |
| Entraîneurs | Lyndon Byers, Don Cherry, Stan Jonathan, Don Marcotte, Tom McVie, Mike Milbury, Derek Sanderson, John Bucyk et Eddie Sandford |

| Joueurs     | Donald Audette, Francis Bouillon, Patrice Brisebois, Guy Carbonneau, Mathieu Dandenault, Lucien Deblois, Gilbert Delorme, Éric Desjardins, Normand Dupont, Gaston Gingras, Rick Green, Mike Keane, Alekseï Kovaliov, Mike Lalor, Sergio Momesso, Mats Näslund, Chris Nilan, Lyle Odelein, Oleg Petrov, Stéphane Quintal, Stéphane Richer, Larry Robinson, Richard Sévigny, Steve Shutt et José Théodore |
| Entraîneurs | Simon Arsenault, Yvan Cournoyer, Jacques Demers, Stéphane Gauthier, Réjean Houle et Guy Lafleur |

| 1er janvier 2016 | Bruins | 5-4 (TB) | Canadiens |  |

| Feuille de match | Feuille de match | Feuille de match                   | Feuille de match   | Feuille de match |
| ---------------- | ---------------- | ---------------------------------- | ------------------ | ---------------- |
|                  | -                | 0-1 0-2                            | Brisebois Kovaliov |                  |
|                  | Gardiens         | Théodore (40 min) Sévigny (20 min) |                    |                  |
|                  |                  |                                    |                    |                  |
|                  |                  |                                    |                    |                  |